# Stankiewicze (obwód brzeski)
Stankiewicze (biał. Станкевічы, ros. Станкевичи) – wieś na Białorusi w rejonie baranowickim obwodu brzeskiego.
W okresie dwudziestolecia międzywojennego znajdowała się na terenie II Rzeczypospolitej, w gminie Horodyszcze w powiecie nowogródzkim, potem w powiecie baranowickim, w województwie nowogródzkim.